# Tina Aeberli
Tina Aeberli (* 7. November 1989 in Zürich) ist eine Schweizer Footbagspielerin.

## Karriere
Tina Aeberli ist die derzeit erfolgreichste Footbagspielerin der Welt. Die Studentin der Humanmedizin entdeckte im Alter von 13 Jahren in einem Sportferienlager das Footbagspielen. Ein Jahr später 2004 erreichte sie bei ihrer ersten Teilnahme an den Schweizer Meisterschaften auf Anhieb den 4. Rang. Seit dem Jahr 2005 ist sie bei den Damen nahezu ungeschlagen und errang bis heute über 35 Einzeltitel, darunter achtmal den Europameister- und neunmal den Weltmeistertitel. Aufgrund ihrer grossen technischen Überlegenheit startet Aeberli in letzter Zeit vermehrt auch bei den Herren. Seit 2006 ist Tina Aeberli Mitglied der "Big Add Posse", die den Footbag-Sport nachhaltig fördert. Mitglied wird man nur auf Einladung und ist eine der größten Auszeichnungen im Footbag.

## Erfolge
Schweizer Meisterschaften (nur Hauptdisziplinen):
- 1. Platz Routines (2005, 2006, 2007, 2008, 2009, 2010, 2011, 2012)

Europameisterschaften (nur Hauptdisziplinen):
- 1. Platz Routines (2005, 2006, 2007, 2008, 2009, 2010, 2011, 2012)

Weltmeisterschaften (nur Hauptdisziplinen):
- 1. Platz Routines (2006, 2007, 2008, 2009, 2010, 2012, 2014, 2016, 2019)
- 1. Platz Women’s Doubles mit Lena Scheiwiller (2005, 2006)